# Pelochrista daemonicana
Pelochrista daemonicana es una especie de polilla perteneciente al género Pelochrista, categorizada en la tribu Eucosmini, de la subfamilia Olethreutinae.

## Distribución
Se distribuye por Estados Unidos.

## Taxonomía
Fue descrita por Heinrich en 1923 y publicada por primera vez en Bull. U.S. natn. Mus. 123: 11.